# Pedro Nikolaevich da Rússia
Pedro Nikolaevich Romanov (em russo: Пётр Никола́евич Рома́нов; romaniz.: Piotr Nikoláevich Románov; São Petersburgo, 22 de janeiro (10 de janeiro no calendário juliano) de 1864 – Antibes, 17 de junho de 1931) foi um grão-duque russo e membro da família imperial russa.

## Família
Pedro Nikolaevich nasceu no dia 22 de janeiro (10 de janeiro no calendário juliano) de 1864, em São Petersburgo, filho do grão-duque Nicolau Nikolaevich da Rússia e de sua esposa, a princesa Alexandra de Oldemburgo. Ele tinha um irmão mais velho, Nicolau Nikolaevich.
Sendo um neto do czar Nicolau I, ele detinha o direito ao estilo de tratamento de "Sua Alteza Imperial" e ao título de "Grão-Duque da Rússia".

## Carreira militar

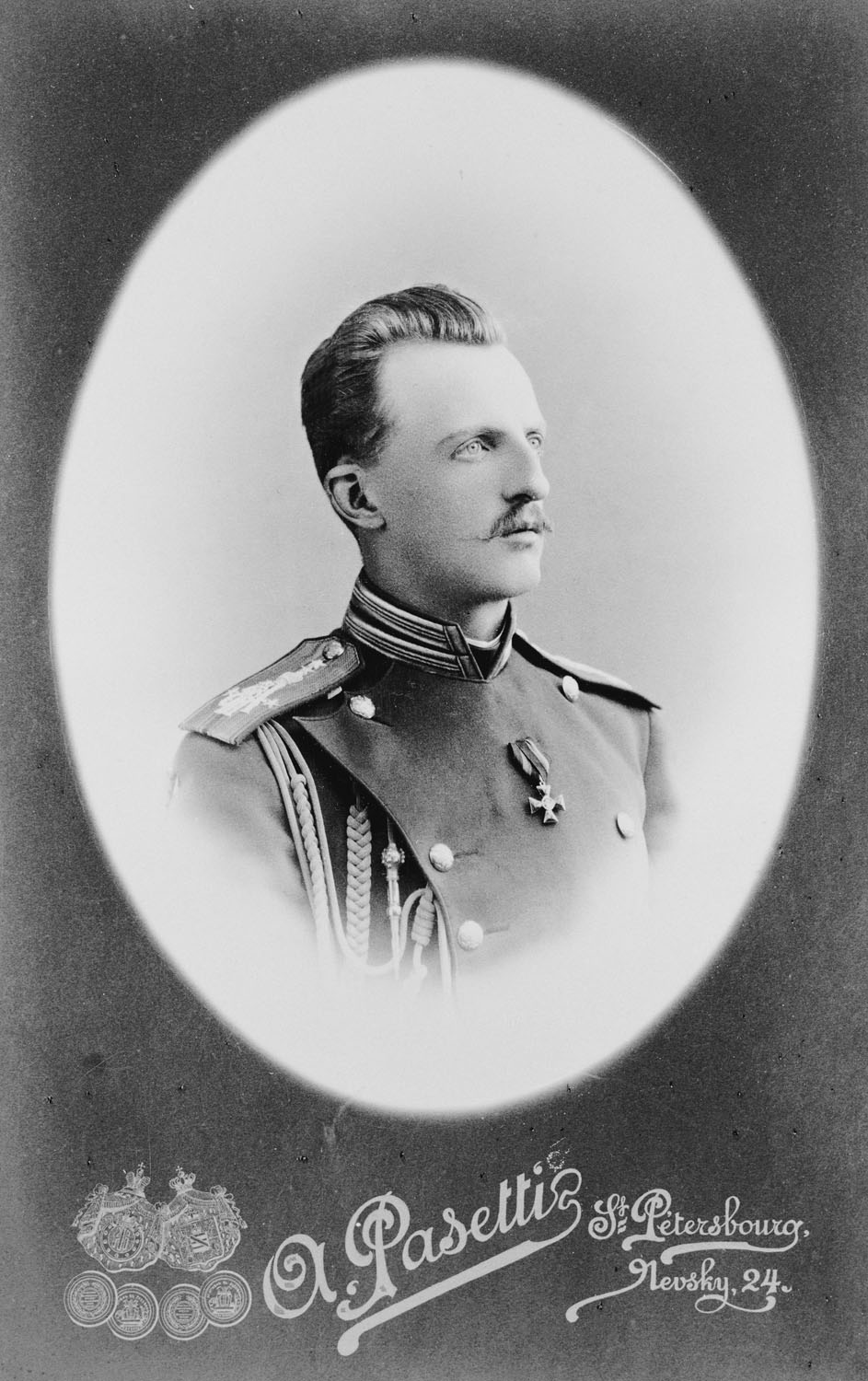
Pedro Nikolaevich. A.Pasetti, c. 1885.

Recebeu formação militar e, aos 20 anos, iniciou o serviço no Exército, mas teve que interrompê-lo devido à tuberculose. Por motivo de saúde, afastou-se das atividades militares e viveu no exterior por um longo período.
Era um homem calmo, equilibrado, tímido e até mesmo reservado, sempre aparentando estar concentrado e em silêncio. Sua personalidade era marcadamente pacífica, e sua escolha pela carreira militar se deu mais por tradição do que por vocação genuína.
No Exército, dedicou-se à engenharia. Como Inspetor-Geral das Tropas de Engenharia durante a Primeira Guerra Mundial, Pedro Nikolaevich desempenhou um papel fundamental no sucesso das operações das tropas russas. Ele estava no quartel-general de seu irmão, Nicolau Nikolaevich, que foi inicialmente Comandante Supremo e, posteriormente, designado para o Cáucaso. Com sua natureza serena, conseguiu moderar as reações impulsivas de Nicolau Nikolaevich.
No entanto, sua verdadeira vocação estava, sem dúvida, na pintura e na arquitetura. Ele se aventurou nessas áreas e atingiu um nível considerável de profissionalismo. Em 1913, Pedro Nikolaevich participou de exposições promovidas pela Academia Imperial de Artes em São Petersburgo. No campo da arquitetura, demonstrou especial apreço pela construção de igrejas. Entre seus projetos, destaca-se a construção de uma igreja em memória aos soldados russos que perderam a vida durante a campanha de 1904-1905 em Mukden.

## Casamento

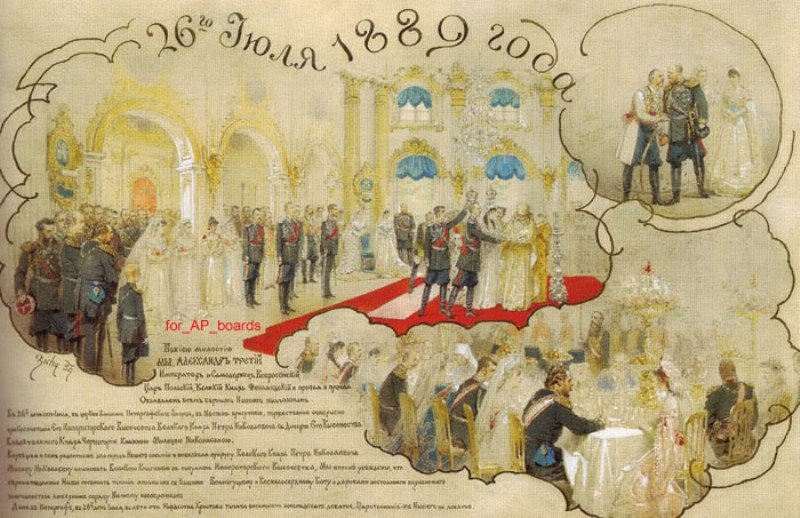
Casamento do grão-duque Pedro Nikolaevich com a princesa Milica de Montenegro. Peterhof, 26 de julho de 1889.

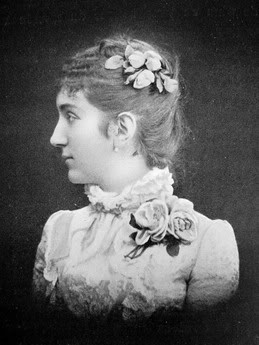
Milica de Montenegro.

Pedro casou-se com a princesa montenegrina Milica Petrović-Njegoš, filha do rei Nicolau I. A cerimônia ocorreu em 26 de julho de 1889 (no calendário juliano) em Peterhof. Após o casamento Milica adotou o nome de Militza Nikolaevna. O casal teve quatro filhos:
1. Marina Petrovna (1892-1981), casou-se com o príncipe Alexandre Galitzine, sem descendência;
2. Romano Petrovich (1896-1978), casou-se com a condessa Praskovia Cheremeteva, com descendência;
3. Nádia Petrovna (1898-1988), casou-se com o príncipe Nicolau Orlov, com descendência;

- Sofia Petrovna (1898-1898), morreu na infância.[2]

Em 1907, o irmão mais velho de Pedro, Nicolau Nikolaevich, casou-se com a irmã de Milica, Anastásia, conhecida como Stana. Ambos as irmãs exerceram grande influência na corte imperial no início do século XX, sendo apelidadas de "Corvos Montenegrinos" e "Par Negro" devido ao seu interesse pelo ocultismo. Inicialmente, apresentaram ao casal imperial, o czar Nicolau e a imperatriz Alexandra, um charlatão francês conhecido como Padre Philippe, e posteriormente, o místico Grigori Rasputin.
O príncipe Félix Yussupov, vizinho dos casais em Koreiz, descreveu o Palácio de Znamenka, onde Pedro e a esposa habitavam, como "um ponto central do mal". Estas afirmações espalharam-se pela corte que acreditaram nelas firmemente. A imperatriz viúva, Maria Feodorovna acreditava que o casal conspirava juntamente com Rasputin e outros membros da família para ganhar influência e favores através da imperatriz Alexandra. Contudo, em 1914, a própria imperatriz se referiu a eles como a a "Família Negra" e afirmou sentir-se manipulada por eles.[carece de fontes?]

## O Palácio Dulber

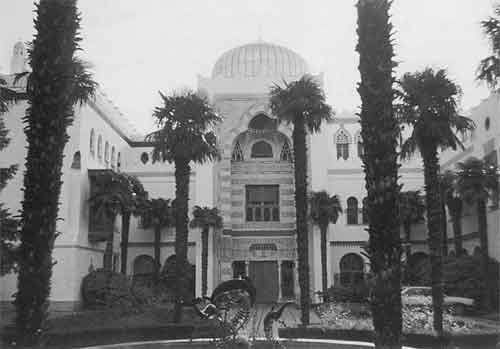
O Palácio Dulber em 1897.

Enquanto viajava pelos países mediterrâneos, o grão-duque Pedro Nikolaevich fez esboços do palácio que pretendia construir em sua propriedade na Crimeia. Para suas férias, escolheu o local mais acolhedor da costa sul, a vila turística de Miskhor, cujo nome, em grego, significa "lugar do meio". Pedro Nikolaevich imaginou seu futuro palácio inspirado nos antigos templos de Cairo. O projeto do grão-duque foi concretizado pelo renomado arquiteto Nikolay Krasnov.
As terras onde o grão-duque Pedro Nikolaevich decidiu construir o palácio pertenciam anteriormente ao Sr. Polezhaev. Na própria costa, havia uma casa desabitada devido a rachaduras nas paredes, o que tornava o local inseguro. Foi nesse terreno que o palácio do grão-duque foi, posteriormente, erguido.
O Complexo do Palácio Dulber, significa "belo" em árabe.  Construído de acordo com o projeto de Krasnov entre 1895 e 1897, o palácio reflete o gosto do grão-duque. Cada detalhe do complexo, desde os mosaicos coloridos até as cúpulas, torres, mihrabs e inscrições em árabe, exala um estilo oriental único.
O grão-Duque passava vários meses de cada ano com sua família em sua propriedade, que era grande e bem equipada, estendendo-se até uma baía tranquila e acolhedora.
Durante a Revolução Russa, as grossas paredes do palácio salvaram sua família e outros Romanov que se encontravam na Crimeia de serem fuzilados por representantes militantes do Conselho Revolucionário de Yalta, que exigiam represálias imediatas contra membros da família real, durante a Guerra Civil Russa.

## Revolução e exílio

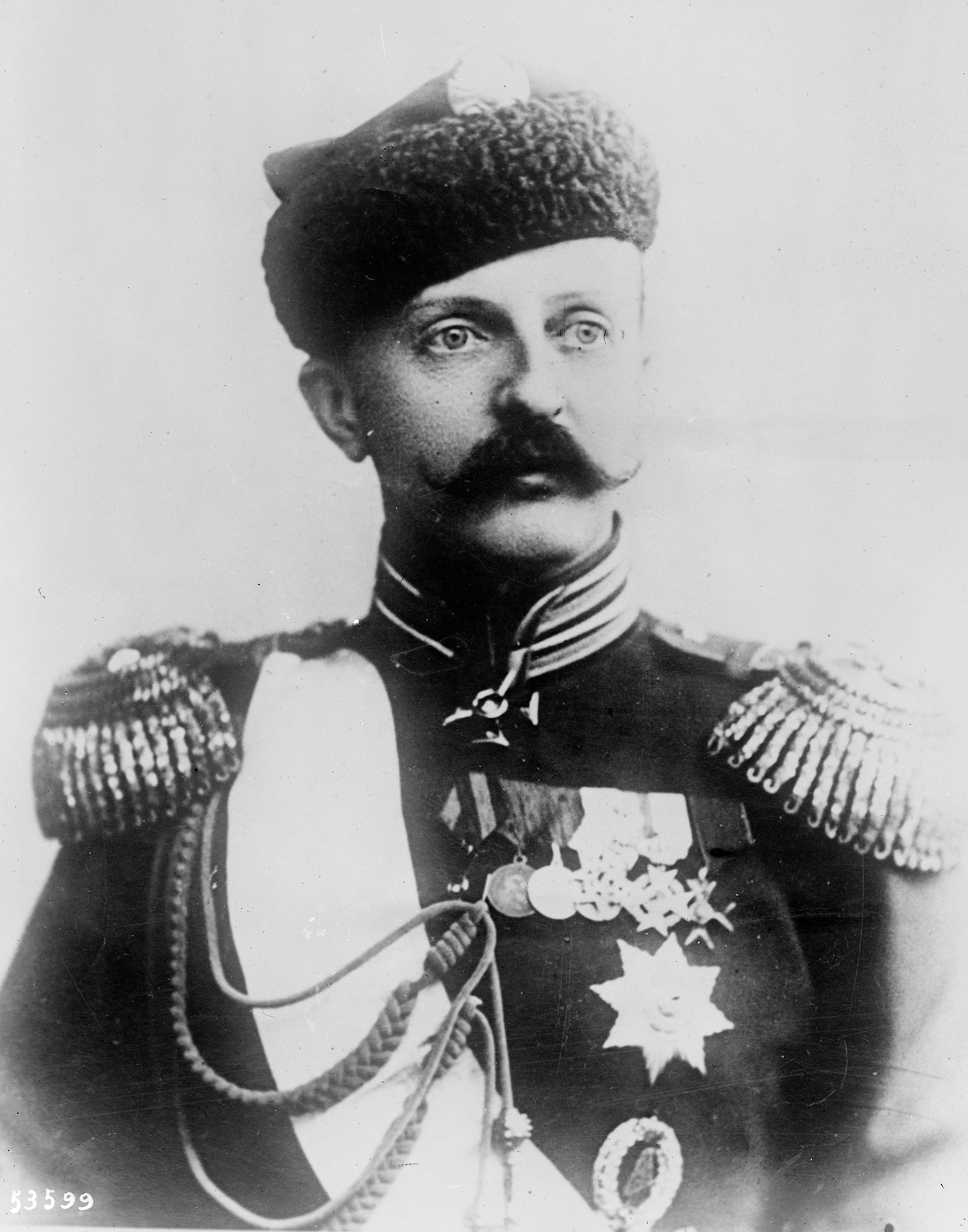
Pedro Nikolaevich, c. 1919.

Durante a Primeira Guerra Mundial, o grão-duque Pedro Nikolaevich lutou ao lado do seu irmão Nicolau Nikolaevich, o comandante-em-chefe, no posto de inspetor-geral das tropas de engenharia. Após a renúncia de Nicolau Nikolaevich, seu irmão o seguiu para Tíflis, de onde chegaram juntos a Kiev.
Por ordem do Governo Provisório, todos os Romanov de Kiev deveriam ir para a Crimeia. O conselho local aprovou o plano, considerando que "a presença de inimigos do povo tão perto da frente alemã representa um grande perigo para a Rússia revolucionária".
Assim, Pedro Nikolaevich, acompanhado de sua esposa e filhos, acabou ficando confinado na propriedade Ai-Todor na Crimeia. Junto com eles estavam outros representantes da casa imperial, incluindo a imperatriz viúva Maria Feodorovna. Todos conseguiram escapar da morte. Mais tarde, o grão-duque Alexandre Mikhailovich escreveu: "Se meus irmãos Nicolau, Sérgio e Jorge tivessem chegado a nós em Ai-Todor a tempo, eles estariam vivos até hoje".

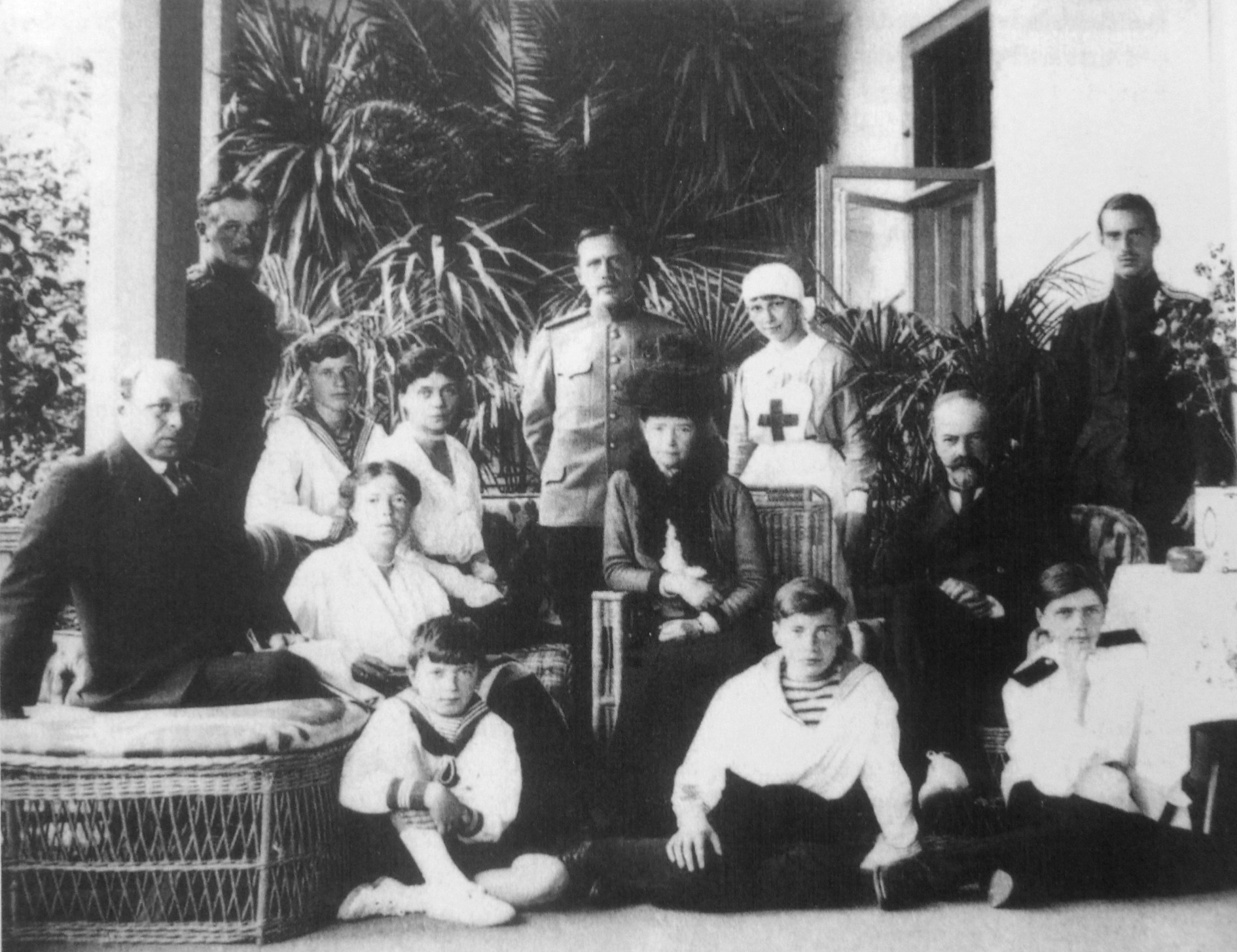
Membros da família Romanov sob prisão domiciliar em Ai-Todor, 1918.

No início, os cativos da Crimeia estavam em prisão domiciliar e só podiam circular livremente dentro dos limites de suas propriedades. Os marinheiros que os guardavam podiam entrar em qualquer cômodo sem permissão, dia ou noite. Os comissários estavam presentes em todas as refeições, e havia tradutores por perto, caso os prisioneiros mudassem para uma língua estrangeira. Sem a permissão do comissário, eles não podiam receber nem enviar cartas.
Em fevereiro de 1918, decidiu-se transferir todos os Romanov que viviam em Ai-Todor para Dulber. Os seguintes foram levados sob custódia bolchevique: a imperatriz Maria Feodorovna, o grão-duque Alexandre Mikhailovich, a grã-duquesa Xenia Alexandrovna e seus filhos, André, Feodor, Nikita, Dmitri, Rostislav e Vassili Alexandrovich, bem como sua filha Irina Alexandrovna e o marido desta, o príncipe Félix Yussupov. Lá, em Dulber, o grão-duque Nicolau Nikolaevich com sua esposa, Anastásia, e seu filho do primeiro casamento, o príncipe Sergei Georgievich Romanovsky, também foram presos. Ninguém tinha permissão para ver os prisioneiros. Eles eram alimentados de forma precária e escassa. Como Yussupov lembrou: "o cozinheiro Kornilov, mais tarde dono de um famoso restaurante parisiense, deu o seu melhor, cozinhando sopa de repolho com um machado. Na maioria das vezes, havia sopa de ervilha e mingau preto. Durante uma semana, comeram carne de burro. Durante outra semana, carne de cabra".
Pouco antes de deixar a Crimeia, espalhou-se o boato de que o czar e sua família haviam sido assassinados. A imperatriz Maria Feodorovna, no entanto, se recusou a acreditar nessa notícia e manteve a esperança de ver seu filho até os últimos dias de sua vida.
Em abril de 1918, Yalta foi ocupada por tropas alemãs. A família Romanov recebeu a oferta de partir para a Alemanha, mas nenhum membro da família aceitou a proposta. Após a dissipação do perigo, Maria Feodorovna mudou-se para a propriedade do grão-duque Jorge Mikhailovich em Kharaks, que estava sob a proteção de um comboio de oficiais brancos. Os grão-duques Nicolau Nikolaevich e Pedro Nikolaevich, com suas famílias, permaneceram em Dulber e eram igualmente vigiados por oficiais brancos. No final de 1918, a frota aliada chegou à Crimeia. O comandante da Marinha Britânica, Almirante Calthorpe, informou que o rei Jorge V oferecia à imperatriz viúva um navio para levá-la à Inglaterra. Maria Feodorovna concordou em deixar a Crimeia com a condição de que fosse permitida a partida de todos os seus parentes, que estavam ameaçados pela vingança bolchevique. Seu sobrinho, Jorge V, deu seu consentimento. No final de março, o cruzador britânico HMS Marlborough ancorou em Sebastopol. Foi a bordo desse navio que a família imperial, seus parentes e amigos partiram de sua terra natal.
Os grão-duques Nicolau e Pedro Nikolaevich, tendo conseguido escapar da Crimeia com suas famílias, viajaram com a imperatriz Maria Feodorovna no Marlborough até Prinkipo, onde foram transferidos para o Lord Nelson e desembarcaram em Gênova.
O grão-duque Pedro Nikolaevich, depois de deixar a Itália, estabeleceu-se no sul da França, em Antibes, onde comprou uma propriedade e viveu até sua morte, em 1931. Suas cinzas descansam na cripta da Igreja Russa de São Miguel Arcanjo, em Cannes, ao lado de sua esposa, que faleceu vinte anos após o marido.